# 皮尔森 (佛罗里达州)
皮尔森（英語：Pierson），是美国佛罗里达州沃盧西亞縣下属的一座城市。建立于1929年。面积约为22.7平方公里（约合8.7平方英里）。根据2010年美国人口普查，该市有人口2,676人。论人口在本州排行第261。